# 桐溪寺
桐溪寺坐落在中国湖南省长沙市大王山旅游度假区，是一座汉传佛教禅宗寺院。

## 沿革
791年（唐朝贞元七年），禅宗青原行思系弟子振郎禅师来到伏龙山，建立了“兴国寺”，这是桐溪寺的前身。唐武宗会昌法难，兴国寺被毁。
宋朝，寺院得以重建，并且更名为“伏龙庵”。
明朝末年，伏龙庵在战火中焚毁。
清朝，天岩应适带领弟子重建寺院，更名“桐溪寺”。1874年（同治十三年），曾国藩迁葬在桐溪寺背后的伏龙山。
中华民国时期，桐溪寺和麓山寺、开福寺、杲山寺、上林寺、宝宁寺、华林寺、灵云寺并称为“长沙八大丛林”。1944年，著名诗僧万休在桐溪寺圆寂。1945年中国抗日战争胜利后，住持祗修和尚开期传戒，前来求戒者近200人。
文化大革命期间，红卫兵毁坏了桐溪寺，焚烧了佛像，遣散了僧人。2005年，释容禅在阅读《长沙市佛教志》时看到桐溪寺的记载，想要寻访寺院，却发现整座寺院只留下寺门前的两棵百年罗汉松和一棵银杏。释容禅在罗汉松下发愿重建寺院。2005年，在信众的资助下，桐溪寺得以重建。

## 伽蓝
1960年代，桐溪寺尚有108间房间，从伏龙山山腰一直到山脚，但是文化大革命期间红卫兵将其夷为平地。
放生池、天王殿、大雄宝殿、观音殿、藏经阁、钟楼、鼓楼、配殿、游廊、客堂等。

## 周边建筑
- 曾国藩墓，桐溪寺后面